# Король, Сергей Владимирович
Серге́й Влади́мирович Коро́ль (укр. Сергій Володимирович Король, позывной — Махно; 1 октября 1970, Тернополь — 24 февраля 2022, Масютовка) — украинский военнослужащий, капитан, участник российско-украинской войны. Герой Украины (8 июля 2023, посмертно).

## Биография
Сергей Король родился 1 октября 1970 года в Тернополе.
В 1990-е годы начал службу в Национальной гвардии Украины. Впоследствии был предпринимателем.
В 2014 году, как доброволец, участвовал в боевых действиях на востоке Украины.
С началом полномасштабного российского вторжения в Украину снова на фронте. Командир 2-й роты 83-го батальона 105-й отдельной бригады территориальной обороны. Погиб 24 февраля 2023 года в районе села Масютовка на Харьковщине.
Похоронен 27 февраля 2023 года на Аллее Героев Микулинецкого кладбища в Тернополе.
Остались отец и сестра.
27 февраля 2023 года появилась петиция о присвоении звания Герой Украины Сергею Королю.

## Награды
- Звание «Герой Украины» с удостоением ордена «Золотая Звезда» (8 июля 2023, посмертно) — за личное мужество и героизм, проявленные в защите государственного суверенитета и территориальной целостности Украины, верность военной присяге[3].